# Arirang TV
Arirang TV es un canal de televisión por suscripción internacional de origen coreano en idioma inglés con sede en Seúl, Corea del Sur, operado por la Korea International Broadcasting Foundation. El canal presenta una serie de programas que van desde aspectos culturales, documentales, programas sobre la lengua coreana y otros segmentos de entretenimiento diseñados para ofrecer a los espectadores una mirada contemporánea y precisa de Corea del Sur, Asia y el mundo en general. El nombre de la red, «Arirang», se deriva de una tradicional canción folclórica popular coreana del mismo nombre.

## Arirang TV
Fundada en 1996, Arirang TV transmite noticias, programas culturales, programas educativos, documentales y programas musicales durante las 24 horas del día, en más de 188 países a través del satélite y de su canal en vivo en Youtube. Usando al inglés como lengua principal, Arirang presenta una visión precisa de Corea al mundo a través de noticias imparciales y programas que ofrecen una diversidad de perspectivas. Los espectadores con poco conocimiento sobre Corea del Sur o con una impresión antigua del país pueden medir el pulso de una nación que cambia rápidamente a través de este canal.
Algunos de los programas más populares y de más larga duración incluyen Arirang News, Showbiz Korea, Pops in Seoul y Heart to Heart. "Arirang News (Noticias Arirang)" es su noticiero principal, que proporciona una cobertura de las noticias internacionales minuto a minuto, con una mirada objetiva y profunda. A través de programas tales como "Diplomacy Lounge" y el programa de entrevistas "Heart to Heart", los televidentes pueden obtener conocimientos y perspectivas diversas de Corea del Sur. Aunque está afiliada al gobierno surcoreano, Arirang tiene una línea editorial y de programación independiente de este.
Arirang también emite programas sobre Asia y el mundo, ofreciendo a los espectadores en Corea del Sur y en el extranjero contenido culturalmente diverso, ya sea a través de un espectáculo culinario acerca de cocina internacional o un comercial hecho en conjunto con UNICEF para combatir el hambre mundial, convirtiendo a Arirang en un canal internacional que tiende puentes entre las diferentes culturas.
Operado por The Korea International Broadcasting Foundation, Arirang gestiona tres canales: Arirang World, Arirang Korea y Arirang en árabe. El canal ofrece subtítulos en varios idiomas, incluyendo el árabe, el chino y el español. Desde el 3 de marzo de 2008, Arirang TV añadió más idiomas cómo el ruso, el vietnamita y el indonesio. Es de libre recepción en gran parte de Europa, América del Norte, Asia (exceptuando Corea), Australia y la región del Pacífico, a través de los satélites Astra 1E, Hotbird 3, Intelsat (PAS) 2, 8, 9 y 10 y satélites árabes AsiaSat 3S y Badr4. Arirang Corea se encuentra disponible también en el satélite Koreasat 3 a través de SkyLife (servicio DTH). En 2014, Arirang TV comenzó sus transmisiones en vivo las 24 horas del día a través de su canal en Youtube.

## Arirang Radio
Arirang Radio es la principal radio en inglés de la cadena, fue fundada por el Korea International Broadcasting Foundation en 1996.
- 10 de abril de 1996: Se inaugura la Fundación de Radiodifusión de Corea
- 3 de febrero de 1997: Se coloca en marcha las emisiones de televisión de Arirang a nivel nacional
- 13 de diciembre de 2002: Arirang FM obtiene la autorización para comenzar su radiodifusión
- 1 de septiembre de 2003: Comienzan las transmisiones de Arirang FM  (18 horas de transmisión continua)
- 1 de octubre de 2003: Arirang FM amplía sus transmisiones a 22 horas diarias
- 1 de septiembre de 2005: Se lanza el SDMB: Satélite Digital Multimedia Broadcasting (TU Media Channel 43) - Radio Arirang amplía su difusión a 24 horas al día.
- 1 de diciembre de 2005: Comienza a emitir bajo el sistema de radiodifusión multimedia digital terrestre

## Controversias
Arirang TV es visto como «parcial y poco realista» por algunos críticos en su cobertura sobre asuntos internos de Corea del Sur (algunos programas fueron acusados de ser «propagandísticos», similar a lo que hace el canal internacional en inglés de la televisión estatal china Arirang Radio, y de censurar algunas opiniones negativas sobre Corea del Sur, como también de «avergonzar a sus espectadores» con entregas erróneas de información en inglés.